# Lea Goldberg

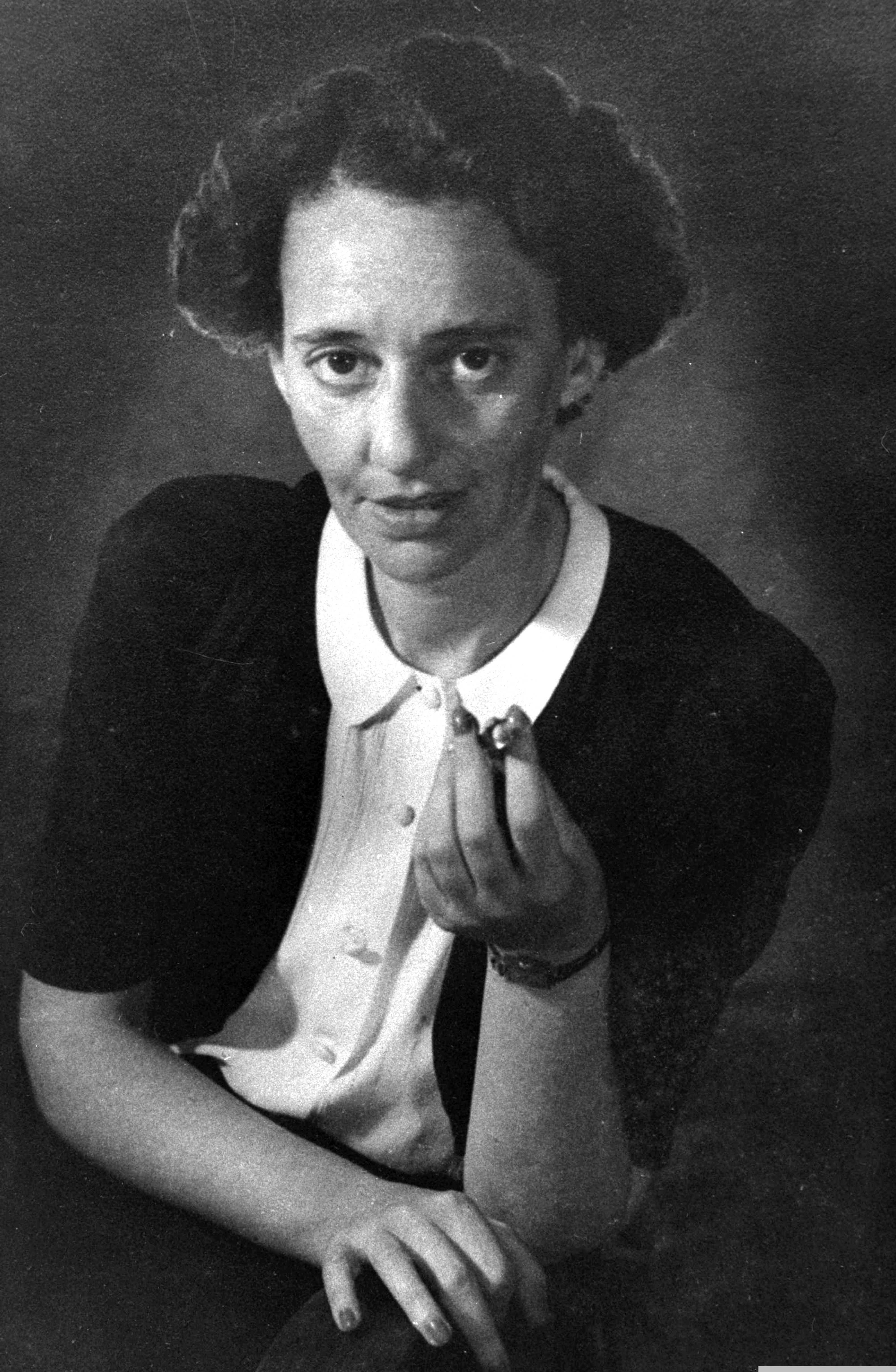
David Eldan: Lea Goldberg (1946)

Lea Goldberg (hebräisch לאה גולדברג; geboren am 29. Mai 1911 in Königsberg i. Pr.; gestorben am 15. Januar 1970 in Jerusalem) war eine litauisch-israelische Dichterin, Schriftstellerin, Übersetzerin, Literaturwissenschaftlerin und Kinderbuchautorin. Sie gehörte zu den führenden Intellektuellen Israels. Sie sprach sieben Sprachen und übersetzte zahlreiche Werke europäischer Autoren in die hebräische Sprache.

## Leben
Goldberg entstammte einer Familie litauischer Juden aus Kaunas im Russischen Kaiserreich. Ihre Mutter reiste jedoch nach Königsberg in Ostpreußen, um die Tochter unter besseren medizinischen Umständen zur Welt zu bringen. Im Ersten Weltkrieg wurde die Familie wegen ihres Status als feindliche Ausländer nach Russland deportiert. Dort wurde ihr Vater Avraham Goldberg (Lebensdaten unbekannt) wegen des (unbegründeten) Verdachts auf Spionage so schwer misshandelt und gefoltert, dass er mit bleibenden seelischen Problemen belastet war. Sie führten zur Scheidung seiner Ehe.
Nach der Oktoberrevolution kehrte Lea nach Kaunas zurück, wo sie das hebräische Gymnasium besuchte und Hebräisch und Deutsch lernte. Nach dem Abitur studierte sie an der Universität Litauens semitische Sprachen, Geschichte und Pädagogik. Sie wechselte an die Friedrich-Wilhelms-Universität zu Berlin und wurde 1933 an der Rheinischen Friedrich-Wilhelms-Universität Bonn zur Dr. phil. promoviert, mit einer Arbeit über die Handschriften des Samaritanischen Targums – der Übersetzung des Samaritanischen Pentateuchs ins Aramäische.
Im Jahre 1935 ging sie in der Alija nach Tel Aviv im Völkerbundsmandat für Palästina ein, wo sie als literarische Beraterin des Nationaltheaters Habimah arbeitete. Außerdem wurde sie Mitarbeiterin der Verlagsgesellschaft Sifrijjat Poʿalim sowie der Zeitungen Haʾaretz, Davar und Al haMishmar. Sie gehörte wie beispielsweise auch Moshe Lifshits, Israel Zmora und Jocheved Bat-Miriam zur Shlonsky Gruppe, einem Zusammenschluss zeitgenössischer israelischer Dichter um Avraham Shlonsky. 1954 avancierte sie zur Dozentin an der Hebräischen Universität Jerusalem und leitete ab 1963 die dortige Abteilung für vergleichende Literaturwissenschaften.
Ihre Mutter Tsila Goldberg (1885–1982) war ihr 1936 nach Palästina gefolgt. Der Vater war in Litauen geblieben. Mutter und Tochter lebten zusammen, bis Lea Goldberg im Alter von 58 Jahren einer Krebserkrankung erlag.

## Wirken

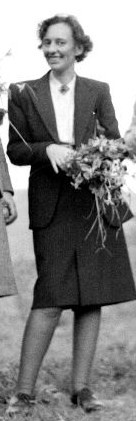
Lea Goldberg 1964

Schon als Schülerin publizierte Lea Goldberg hebräische Gedichte. Später wurde sie eine vielseitige Autorin, die sowohl Lyrik, Literaturkritiken, Kinderbücher, aber auch Prosa für Erwachsene verfasste. Der Schwerpunkt ihrer Tätigkeit als Übersetzerin lag bei italienischen und russischen Autoren, zum Beispiel Francesco Petrarca und Dante Alighieri. Sie übersetzte Krieg und Frieden von Leo Tolstoi, aber auch Werke von Charles Baudelaire und Rainer Maria Rilke. Goldberg bevorzugte einen unkomplizierten Stil, dessen Bilder, wie sie es selbst in einem Gedicht beschrieb, klarsichtig und transparent sind. Vermutlich hat das zu ihrem großen Erfolg im Bereich der Kinder- und Jugendliteratur beigetragen und dazu geführt, dass Generationen israelischer Kinder mit ihren Texten groß geworden sind. Ihre Bücher für Erwachsene beschäftigen sich oft mit Liebe, Einsamkeit, tragischem Scheitern, Alter und Tod. Thematisch greift sie dabei sowohl auf europäische als auch auf typisch jüdische Figuren und Bilder zurück.
Lea Goldberg war eine vielseitige Autorin. Ab 1935 schrieb sie mehr als 20 Kinderbücher und wohl ebenso viele Gedichtbände und Bücher für Erwachsene. Als Beispiele seien Schibbolet Jeruqqat haʿAyin (שיבולת ירוקת העין ‚Schibboleth Grün des Auges‘), Baʿalat haʾArmon (בעלת הארמון ‚Schlossherrin‘), At telchi baSadeh (את תלכי בשדה ‚Du (fem.) wirst auf dem Feld spazieren‘) sowie Dan weDina metaylim beTel Aviv (דן ודינה מטיילים בתל אביב ‚Dan und Dinah sind in Tel Aviv unterwegs‘), Harpatqah baMidbar (הרפתקה במדבר ‚Abenteuer in der Wüste‘) und Mah nischqaf beChalloni (מה נשקף בחלוני ‚Was zeigt sich in meinem Fenster‘) genannt. Ihre Werke wurden in mehr als 25 Sprachen übersetzt, darunter Englisch, Spanisch, Deutsch, Russisch, Polnisch, Koreanisch, Telugu, Tamil und viele weitere Sprachen Indiens.

## Briefe von einer imaginären Reise
Das Buch Briefe von einer imaginären Reise (1937; hebräisch מכתבים מנסיעה מדומה) ist einer der wenigen Texte Goldbergs, die in deutscher Übersetzung vorliegen. Es schildert die imaginäre Flucht einer jungen Frau, Ruth, vor einer unglücklichen Liebe. In der Phantasie führt ihr Weg durchs Berlin der frühen 1930er Jahre, von dort nach Brüssel, Ostende, Paris und Marseille. Ihre persönlichen Empfindungen vermischen sich mit philosophischen Betrachtungen zu Literatur und Kunst sowie Schilderungen der Zustände im Europa der heraufdräuenden Katastrophe. „So sprechen diese Briefe nicht nur von der Liebe Ruths zu Immanuel, sondern auch von der großen Liebe vieler Juden zur europäischen Kultur.“.

## Auszeichnungen
- Arthur-Ruppin-Preis (1949)[4]
- Israel-Preis für Literatur (postum 1970)

## Gedichte

Songs of My Beloved Country

Zwei Gedichte aus Drei Lieder am Ende des Weges:

### Gedicht II
Lehre mich, mein Gott, zu segnen und zu beten

Des welken Blatts Geheimnis, den Glanz der reifen Frucht

Die Freiheit dann: zu sehen, fühlen, atmen,

Zu wissen, hoffen, scheitern.

Lehre meine Lippen zu segnen und zu loben

Wenn deine Zeit am Morgen und am Abend sich erneuert

Damit mein Tag nicht sei wie gestern und vorgestern

Damit mein Tag nicht zur Gewohnheit werde.

### Gedicht III
Du sagtest: Ein Tag jagt den Tag, und eine Nacht die andre

Siehe, es kommen Tage - sagtest du im Herzen

An deinem Fenster wirst du Abende und Morgen sehen

Und sagen: Es gibt nichts Neues unter der Sonne.

Und nun bist du geworden alt und lebenssatt

Gezählt sind deine Tage und vielfach abgemessen

Nun weißt du: Jeder Tag ist der letzte unter der Sonne

Und weißt auch: Jeder Tag ist neu unter der Sonne.

## Werke in deutscher Übersetzung
- Briefe von einer imaginären Reise. Aus dem Hebräischen von Lydia Böhmer. Jüdischer Verlag, Frankfurt am Main 2003, ISBN 3-633-54192-6.
- Zimmer frei im Haus der Tiere. Aus dem Hebräischen von Mirjam Pressler. Illustrationen: Nancy Cote. Ariella Verlag, Berlin 2011, ISBN 978-3-9813825-2-5.
- Eli aus Israel (Eli  bor  i  Israel, 1964, im Rahmen der Reihe Kinder unserer Erde von Anna Riwkin-Brick, für die Goldberg in Israel auch als Übersetzerin tätig war), beim Oetinger Verlag, Hamburg
- Gedichte. Aus dem Hebräischen von Gundula Schiffer. In: Michael Krüger (Hrsg.): Akzente. Zeitschrift für Literatur. Heft 4, August 2012, S. 351–361.[6]
  - In einem Land zwischen Schnee und Disteln. Friederike Heimann über Gedichte Goldbergs in der Übers. Schiffers, in: ReLÜ. Rezensionszeitschrift, 14, 2013.
- Verluste – Antonia gewidmet. Aus dem Hebräischen und mit einem Nachwort herausgegeben von Gundula Schiffer. Arco, Wuppertal 2016.